# Albert Hochleitner (Politiker)
Albert Hochleitner (* 30. Jänner 1893 in Blühnbach, Salzburg; † 8. Mai 1964 in Wien) war ein österreichischer Politiker.

## Ausbildung, Beruf und Privates
In Rauris besuchte er die Volksschule und ging danach nach Salzburg in ein Gymnasium. Seine Matura machte er 1914. Von 1919 bis 1923 besuchte er die Hochschule für Bodenkultur in Wien. Albert Hochleitner wurde Kammeramtsdirektor der Kammer für Landwirtschaft und Ernährung Salzburg und war ab 1931 im Bundesministerium für Land- und Forstwirtschaft tätig. Für die Kriegsjahre von 1939 bis 1945 weist die am Server des Parlamentes veröffentlichte Biographie eine nicht näher bezeichnete Tätigkeit in der Privatwirtschaft aus.
1954 wurde er in Linz in den Ritterorden vom Heiligen Grab zu Jerusalem investiert. Seit 1914 war er Mitglied der katholischen Studentenverbindung KÖStV Austria Wien im ÖCV. Später wurde er noch Mitglied der KÖHV Sängerschaft Waltharia Wien.

## Politische Karriere
Albert Hochleitner gehörte nach dem Krieg der ÖVP an. Vom 12. Dezember 1945 bis zum 4. Dezember 1947 war Albert Hochleitner Landeshauptmann von Salzburg in der zweiten Republik. Er trat wegen angeblicher Unregelmäßigkeiten bei einer Staatsbürgerschaftsverleihung zurück. Der Landtag leitete in der Folge eine Untersuchung ein, die ergebnislos blieb und Hochleitner später vollkommen rehabilitierte. Bis 17. November 1948 war er noch Mitglied des Bundesrates.

## Auszeichnungen
- 1963: Großes Silbernes Ehrenzeichen für Verdienste um die Republik Österreich[3]